# Яворський Олексій Климентійович
Олексі́й Климе́нтійович (Кли́мович) Яво́рський (нар. 1892, м. Турка (нині Львівської області) — † 3 листопада 1937) — поручник Армії УГА і УНР, науковий співробітник Всеукраїнської бібліотеки при ВУАН.
Жертва більшовицького терору.

## Життєпис
Народився на Бойківщині (Галичина), українець, офіцер Армії УГА і УНР, командир куреня 3-ї Залізної дивізії УНР, учасник Зимового Походу.
Член КП(б)У в 1923—1933 роках, педагог, науковий співробітник Всеукраїнської бібліотеки при ВУАН; представник видавництва «Рух». Проживав у Харкові, згодом — у Києві.
Заарештований у справі «Української військової організації». Судовою трійкою при Колегії ДПУ УСРР 23 вересня 1933 р. засуджений за ст. 54-2-3-4-6-8-11 КК УСРР на 10 років позбавлення волі. Відбував покарання в 9-му відділенні Білбалттабору і в Соловецькому таборі особливого призначення (табпункт «Кремль», одиночна камера спецізолятора і карцер). Під час перевезення на о. Соловки намагався втекти з пароплава «СЛОН» на острові Революції (Морсплав), але був затриманий. У таборі порушував правила внутрішнього розпорядку, ображав наглядачів, погрожував заподіяти собі смерть, якщо йому не змінять режиму суворої ізоляції.
Постановою окремої трійки Управління НКВД СРСР по Ленінградській області від 9 жовтня 1937 року дістав найвищу кару (розстріл). Вивезений із Соловків з великим етапом в'язнів Соловецької тюрми і страчений 3 листопада 1937 р. в урочищі Сандармох поблизу Медвеж'єгорська (нині Республіка Карелія, РФ). Реабілітований Прокуратурою України (27.07.1989) і прокуратурою Архангельської області (17.07.1989).